# Kolačno
Kolačno és un poble i municipi d'Eslovàquia que es troba a la regió de Trenčín.

## Història
La primera menció escrita de la vila es remunta al 1293.

## Demografia
| Godina             | 1994 | 2004   | 2014   | 2024   |
| ------------------ | ---- | ------ | ------ | ------ |
| Nombre de persones | 921  | 887    | 878    | 899    |
| Diferència         |      | −3,69% | −1,01% | +2,39% |

| Godina             | 2023 | 2024   |
| ------------------ | ---- | ------ |
| Nombre de persones | 892  | 899    |
| Diferència         |      | +0,78% |